# 霸劍皇姬阿爾緹娜
《霸劍皇姬阿爾緹娜》是紫雪夜所著的日本輕小說作品，插圖由himesuz繪畫，由enterbrain出版，中文繁體版則由尖端出版發行。
由青峰翼・鉤虫作畫的漫畫開始連載於2015年《法米通ClearComics》，已出版4冊單行本。

## 故事簡介
雷吉斯是個只知道讀書、不擅長武術的軍人，在他被降職調到邊境後，遇見了一名改變他命運的少女——第四公主阿爾緹娜。
由於阿爾緹娜是私生子，被宮廷內的其他皇族及貴族輕蔑，更於未滿十四歲時被任命為邊境軍隊的司令。可是，她沒有埋怨自己的遭遇，反而懷著更為遠大的理想。
少女希望雷吉斯擔任她的軍師，此後兩人便一同面對困境。

## 登場角色

### 貝爾加利亞帝國

#### 主要人物
雷吉斯·欧里克
聲：小野賢章
本作的男主角，五等文官（第三卷时升迁为三等、第十卷时升迁为一等），骑士爵（第十卷婉拒二皇子授予的男爵），现任元帅府军师（相当于军务省辅佐），超级爱书狂，自称读书家，曾经梦想成为军队图书馆管理员。喜欢看娱乐小说尤其是魔幻类，但其他的艰深书籍和资料文献也来者不拒。因为被迫承担某次战斗的失败而被贬任至边境要塞。据说在士官学校的军事战略科成绩未尝一败，能力被阿尔缇娜看中（通过他人转述帮她解决了物资失窃问题），邀请成为辅助她的军师。
因为幼时姐姐的无心之语留下心结，缺乏自信和干劲。
身体素质相当差，舞剑会打到自己的身体，曾在洗脸时溺水……
第十二卷以前系阿尔缇娜阵营的唯一文官，一人包揽第四军的所有文职工作，虽然平时干劲不足只想着读书，但经常彻夜认真工作。第十二卷阿尔缇娜成为元帅，在范莉努帮助下，聘请了部分前军务省文官，包括聘请范利努的上司协助工作。但是其本人仍是阿尔缇娜的唯一军师，居相当于军务省的军务省辅佐之职。
惯于寻找与书中相似的状况得出对策，本人语“如果没有出现与书中相似的状况的话自己将什么也做不到就是如此的无能”。但也逐渐将过往的经验和书中的知识相结合，升华出了自己的风格。
多次战斗中贡献奇策从而大放异彩，人称【魔法使】（其实主要原因是曾读过《我是传说中的魔法使》一书，并在战场上大喊书名……）。此外也有【救国英雄】、【魔物军师】、【皇女殿下的睿智之盾】等异名。
对阿尔缇娜有着超越上下级或君臣的感情，曾表示不想她与二皇子联姻的理由中包含一半个人原因。第十一卷差点被杀，后用侍卫的尸体躲了过去，为躲避追查扮女装（出其意料的合适，连对事件观察入微的记者都看不出来）
玛丽·加托鲁·阿尔珍缇娜·杜·贝尔加利亚
聲：藤村步
本作的女主角，14岁（第六卷时满15岁），贝尔加利亚帝国第四皇女，少将-中将军衔，绰号「矢雀皇姬」，愛稱為「阿尔缇娜」。由于被宫廷内政治势力排挤，被贬任为巴伊路修密特边境连队的司令。
佩剑<帝身轰雷之四>，依照初代皇帝的身高打造的，全长26Pa(192cm)，在与芙兰切丝卡的搏斗中剑柄损毁，后经由恩奇欧之手修复为更适于实战的<真·帝身轰雷之四>。
看到帝国的腐朽，志于改革帝国，有登基为皇的雄心，为此寻觅辅佐的人才，拜雷吉斯为军师。在不断的战斗中成长，实力壮大，逐渐获得了能够争夺皇位的实力，成立帝国第四军。
对雷吉斯有绝对的信任。另外虽然本人没有意识，但也有超越信任的感情，在他即将暂离部队前往帝都时曾情绪失控地抱住他，希望他不要离开自己。得知雷吉斯‘被杀’消息后，带领部队到帝都，见到女装的雷吉斯一眼就认了出来，现被任命为元帅。
克拉麗絲
聲：佐藤聰美
自阿尔缇娜小时候起就服侍她的女仆。与阿尔缇娜关系十分不错，经常调戏雷吉斯，表情在没有好感的人面前会十分冷淡。

#### 皇族
利安15世
帝國皇帝，本名「利安·菲爾南德魯·杜·貝爾加利亞」。因年紀老邁而導致第二皇子掌握帝國軍的實權。
皇后
帝国皇后，本名不詳。其子是第二皇子拉特雷優，为儿子争夺皇位多次策划暗杀第一皇子奧古斯特。
卡托莉努
利安15世的第二皇妃，出身於西方貴族。其子是第一皇子奧古斯特，女兒是第五皇女菲利希亞。
瑪麗·克洛蒂特·杜·貝爾加利亞
利安15世的第四皇妃，平民出身。阿爾緹娜的母親。
卡爾洛斯·利昂·奧古斯特·杜·貝爾加利亞
帝國第一皇子。在与拉特雷優争夺皇位的过程中被对方毒杀。后由其妹菲利希亚假扮顶替。。
阿倫·多魯·拉特雷優·杜·貝爾加利亞
帝國第二皇子。第一軍團的司令官，第5卷起兼任總督。階級為大將，第5卷起晉升至元帥。
皇后之子，現時代替年邁的國王和體弱多病的第一皇子掌握帝國軍的實權。
海因希·特洛瓦·巴斯蒂安·杜·貝爾加利亞
帝國第三皇子。佩劍為〈帝足音切之三〉。
為遠離帝國皇位繼承權的政治鬥爭而隱藏身份，留學大不列塔尼亞王國的聖托多瓦多獨立學院。　
菲利希亞
帝國第五皇女。因長相與其兄奧古斯特酷似，而在他死後成為其替身。
在建國紀念祭上接受阿爾緹娜的建議，以奧古斯特的身份自願放棄皇位繼承權，並舉薦阿爾緹娜。

#### 軍人

##### 第一皇子、第四皇女派

###### 巴伊路修密特邊境連隊
傑洛姆·強·杜·巴伊路修密特
聲：子安武人
巴伊路修密特邊境連隊的副司令。階級為准將。
擅長馬術，實力極強，有著「黑騎士」的外號。武器為一把名為〈貴婦人之髮〉的馬上長槍。
過去曾經在艾路修泰茵平原上與日耳曼尼亞聯邦軍進行會戰，並令本陣渡過危機，因而得名「艾路修泰茵的英雄」。但是，其他貴族因嫉妒他的功績而利用計謀將他貶至邊境當連隊指揮官。
第一卷被阿爾緹娜的氣量所折服，成為其麾下最重要的將領，其騎兵部隊「黑騎士團」亦成為連隊最核心的戰力。
艾力克·米凱爾·杜·布蘭夏魯
聲：種田梨沙
邊境連隊騎士團的騎士，艾威拉魯的孫兒。
過去隸屬提內澤侯爵的貴族軍，在一次與蠻族的戰鬥中因為雷吉斯的指揮而保住一命，自此便十分仰慕雷吉斯，並自願加入邊境連隊。

##### 第二皇子派

###### 帝國第一軍
傑曼·勞倫蒂斯·杜·博馬舍
帝國一等文官，拉特雷優的副官。名門博馬舍侯爵家的三男。

## 出版書籍

### 輕小說
- 本篇：14卷，外傳：1卷

| 集數 | enterbrain     | enterbrain                                                        | 尖端出版       | 尖端出版               |
| 集數 | 發售日期       | ISBN                                                              | 發售日期       | ISBN                   |
| ---- | -------------- | ----------------------------------------------------------------- | -------------- | ---------------------- |
| 1    | 2012年10月29日 | ISBN 978-4-04-728460-9                                            | 2014年11月6日  | ISBN 978-957-105-771-2 |
| 2    | 2013年2月28日  | ISBN 978-4-04-728734-1                                            | 2015年3月19日  | ISBN 978-957-105-889-4 |
| 3    | 2013年6月29日  | ISBN 978-4-04-728977-2                                            | 2015年5月14日  | ISBN 978-957-105-967-9 |
| 4    | 2013年10月30日 | ISBN 978-4-04-729214-7                                            | 2015年9月17日  | ISBN 978-957-106-114-6 |
| 5    | 2014年2月28日  | ISBN 978-4-04-729458-5（通常版） ISBN 978-4-04-729459-2（限定版） | 2015年12月10日 | ISBN 978-957-106-287-7 |
| 6    | 2014年6月30日  | ISBN 978-4-04-729730-2                                            | 2017年5月12日  | ISBN 978-957-107-393-4 |
| 7    | 2014年10月30日 | ISBN 978-4-04-729977-1                                            |                |                        |
| 8    | 2015年2月28日  | ISBN 978-4-04-730230-3                                            |                |                        |
| 9    | 2015年6月29日  | ISBN 978-4-04-730516-8                                            |                |                        |
| 10   | 2015年11月30日 | ISBN 978-4-04-730765-0                                            |                |                        |
| 11   | 2016年9月30日  | ISBN 978-4-04-734041-1                                            |                |                        |
| 12   | 2017年4月28日  | ISBN 978-4-04-734542-3                                            |                |                        |
| 13   | 2018年2月28日  | ISBN 978-4-04-735006-9                                            |                |                        |
| 14   | 2018年9月29日  | ISBN 978-4-04-735310-7                                            |                |                        |

### 漫畫
| 集數 | enterbrain     | enterbrain             |
| 集數 | 發售日期       | ISBN                   |
| ---- | -------------- | ---------------------- |
| 1    | 2015年6月29日  | ISBN 978-4-04-730556-4 |
| 2    | 2016年4月30日  | ISBN 978-4-04-734082-4 |
| 3    | 2016年10月15日 | ISBN 978-4-04-728253-7 |
| 4    | 2017年4月15日  | ISBN 978-4-04-734572-0 |

## 外部連結
- （日語）《霸劍皇姬阿爾緹娜》Fami通文庫介紹頁 （页面存档备份，存于）